# 湘南电车
湘南电车（日语：／ Shounandensha */?），是日本国有铁道东海道本线于湘南地区区间行驶的电车的爱称。最初该爱称仅用于1950年开始运行的80系电车，但随后所有东海道本线上的东京站-热海站•沼津站间的电车（中距离列车）都通称为湘南电车。80系电车使用了被称为“湘南色”的绿色搭配橙色的涂色。另一方面，80系电车也被称作“湘南型电车”。

## 由来

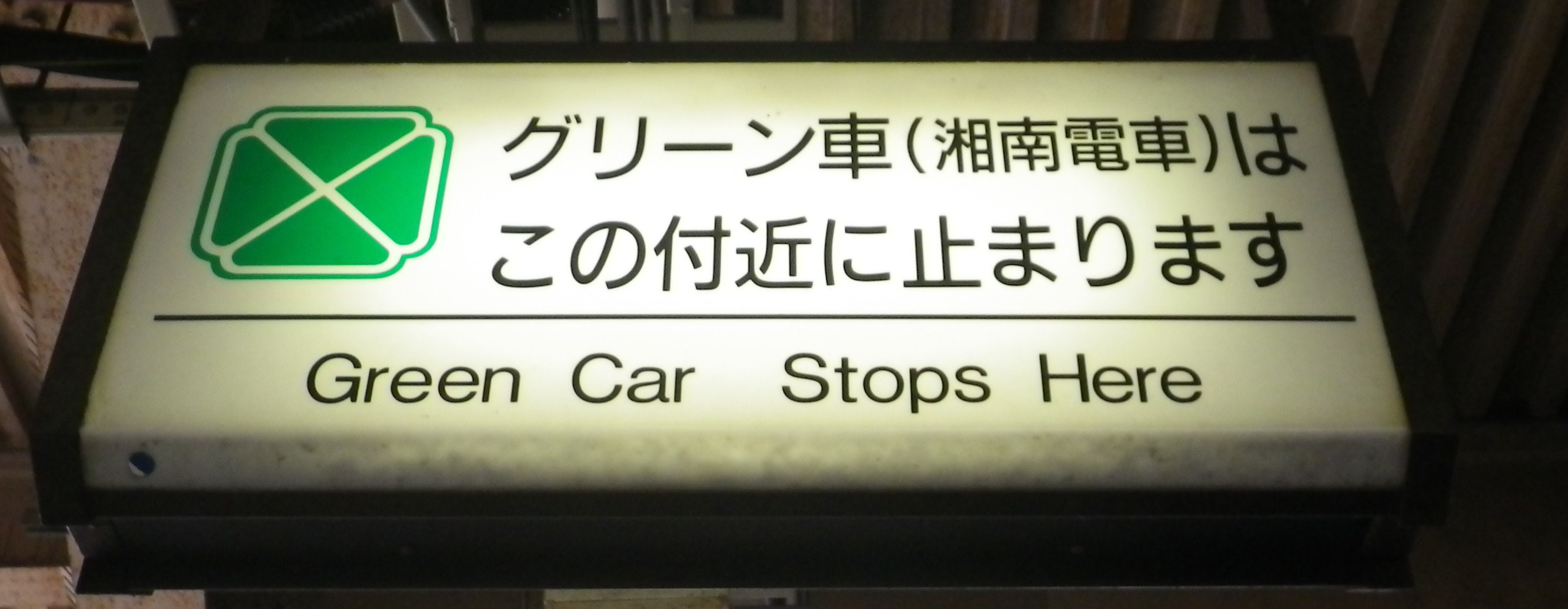
“湘南电车”的现存大船车站停车位置导向板（2011年5月24日）

在国铁内部，从东京到小田原•热海•沼津之间使用电力机车牵引的客车列车被称作“湘南电车”；1950年3月起，电车驾驶切换时开始称呼“湘南电车”，由此变成了普通的称呼。与「湘南列车」在日本国铁内部的名称不同，「湘南电车」的名称的普遍和车身的涂色有很大关系。可是，小田原以西却不能接受 ，因为开始运转时小田原站已经使用了「湘南伊豆电车」的招牌。在规划阶段，「湘南电动列车」这个名字也曾被采纳。另外东海道线电气化的当初，东京和小田原之间有安排从东京到横须贺的列车被称为「湘南旅客列车」。
电气化的时候，“湘南电车”也开始指所使用的被重新开发的80系电车。80系是用来调换机车牵引的客车并且以加减速·高速性能出色为目的被开发的长途驾驶用电车。因为这个原因，所以80系电车既可以保持高速性能，又可以编组成当时日本最长的16节编组。在当时的国铁，电车被看作适用于都市近距离运转。但适用80系行驶120km以上的长距离，是没有由在来线电车长编组行驶的先例的，这也是日本国铁的一次划时代行为。因为在投入使用的初期发生了接连不断的故障，报纸也挪揄其为“遭难电车”（与湘南电车读音相近），但是后来逐渐稳定了下来，日本国铁由电车行驶的长距离列车运转的形式也被固定下来了。随着1950年开始京阪急行、东海道线电气化区间西延伸段以及此后的山阳线，上越线，东北线，信越线，中央线，饭田线，身延线都被划入了“湘南”的范围内，对80系的“湘南电车”的称呼被采用了。在根据80系电车而开发的为准急东海使用的153系电车被称为“新湘南”的时期，“东海型”这个称呼逐渐用于153系电车，并被固定下来取代了“新湘南”。80系电车在东京站的运行在1976年结束，之后依次更换成了111系电车，而作为运行系统的“湘南电车”也被沿用。可是，1980年以后，旅客指南上“湘南电车”被东海道线所使用的。